# MRV
Pour les articles homonymes, voir MRV (homonymie).
Ne doit pas être confondu avec MR3V et MR6V.
Le MRV (nom de projet temporaire, pour Matériel Roulant Voyageur) est un futur matériel roulant sur fer devant équiper la nouvelle ligne 18 du métro de Paris.

## Histoire
Dans le cadre de la construction de la ligne 18 du métro de Paris, la Société des Grands Projets lance au premier trimestre 2019 un appel d'offres pour l'acquisition de nouveaux trains à conduite automatique et des systèmes associés.
En octobre 2021, la Société des Grands Projets annonce que le constructeur Alstom a été retenu pour la fourniture de 37 trains de la gamme Alstom Metropolis à trois voitures, des systèmes d'automatismes ainsi que des postes de commandes centralisées d'exploitation pour un montant total de 400 millions d'euros. Une première tranche ferme de 15 trains pour un montant de 230 millions d'euros est commandé pour livraison à partir de 2024,.
Les trains seront conçus sur le site Alstom de Petite-Forêt.
La mise en service commerciale des nouveaux trains devrait intervenir lors de l'ouverture de la ligne 18 sur sa section de Massy - Palaiseau au Christ de Saclay prévue en octobre 2026.
La première rame est livrée au Centre d'exploitation de Palaiseau le 15 mai 2025.
Les deux rames livrées sont présentés à la presse le 17 juin 2025.

## Caractéristiques

### Techniques
Le MRV est un matériel à roulement fer et à conduite automatique constitué de trois voitures à intercirculation intégrale. Les rames seront alimentées par troisième rail en 1 500 V. Sa vitesse maximale commerciale est de 100 kilomètres par heure.
Contrairement aux MR3V et MR6V à gabarit large de 2,80 m, le MRV possède un gabarit de 2,50 m, proche du gabarit historique de 2,40 m des lignes du métro parisien. La capacité d'un train complet est de 498 places dont 54 places assises. De par ses caractéristiques uniques (type de roulement, gabarit, alimentation et automatisme), ce matériel sera spécifique à la ligne 18.

### Extérieures
Les premiers design extérieur des trains sont dévoilés fin novembre 2021. Île-de-France Mobilités ouvre début décembre 2021 une consultation en ligne pour le choix final de la face avant du train sur trois variantes proposées. Après 15 jours de consultation, c'est la troisième proposition nommée « Fluidité épurée » qui a été sélectionnée.

### Intérieures
Le train est équipé de plusieurs dispositifs de confort tels qu'un dispositif de climatisation, la présence de ports USB, du Wi-Fi intégré et de la vidéosurveillance.

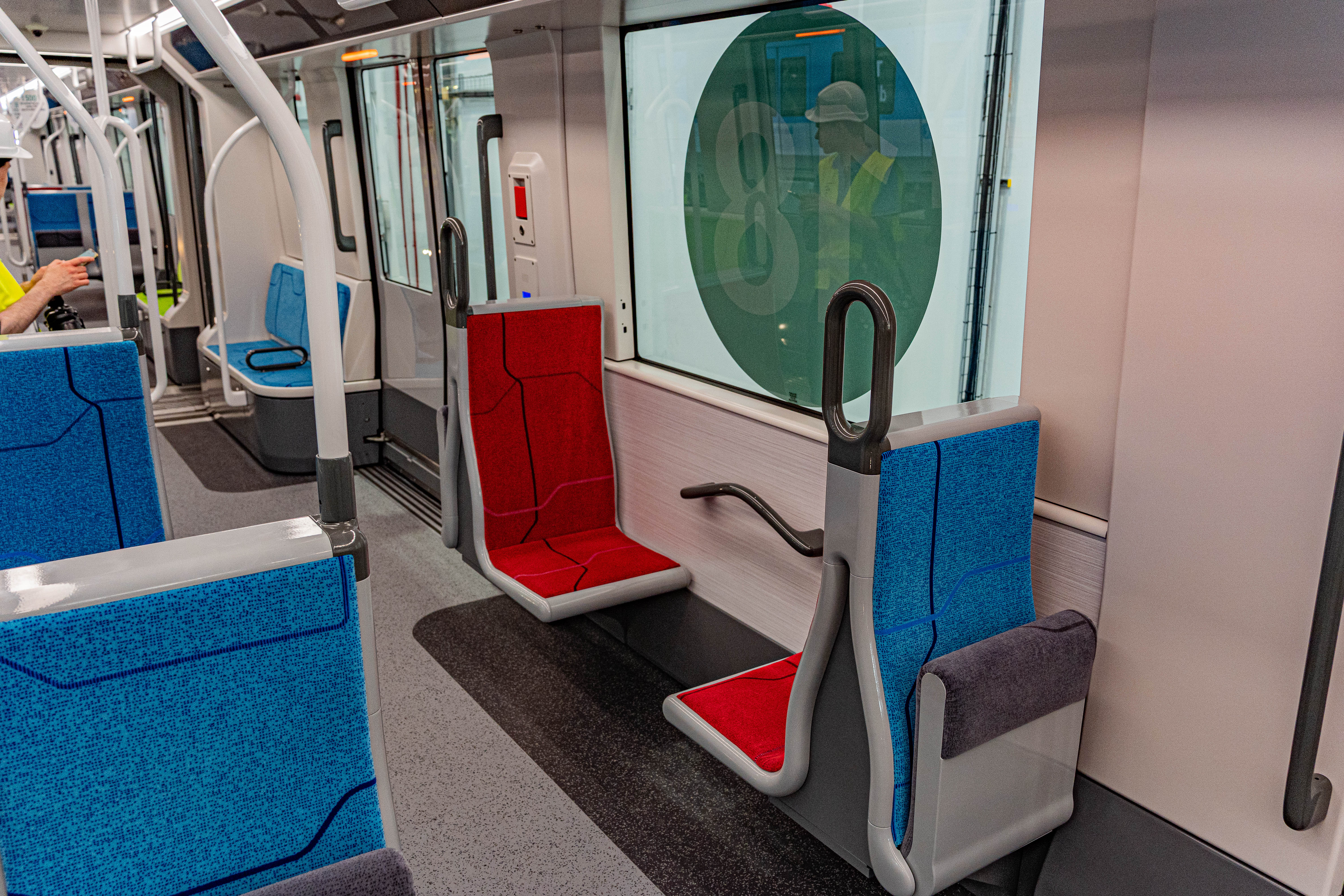
Intérieur d'une rame MRV.
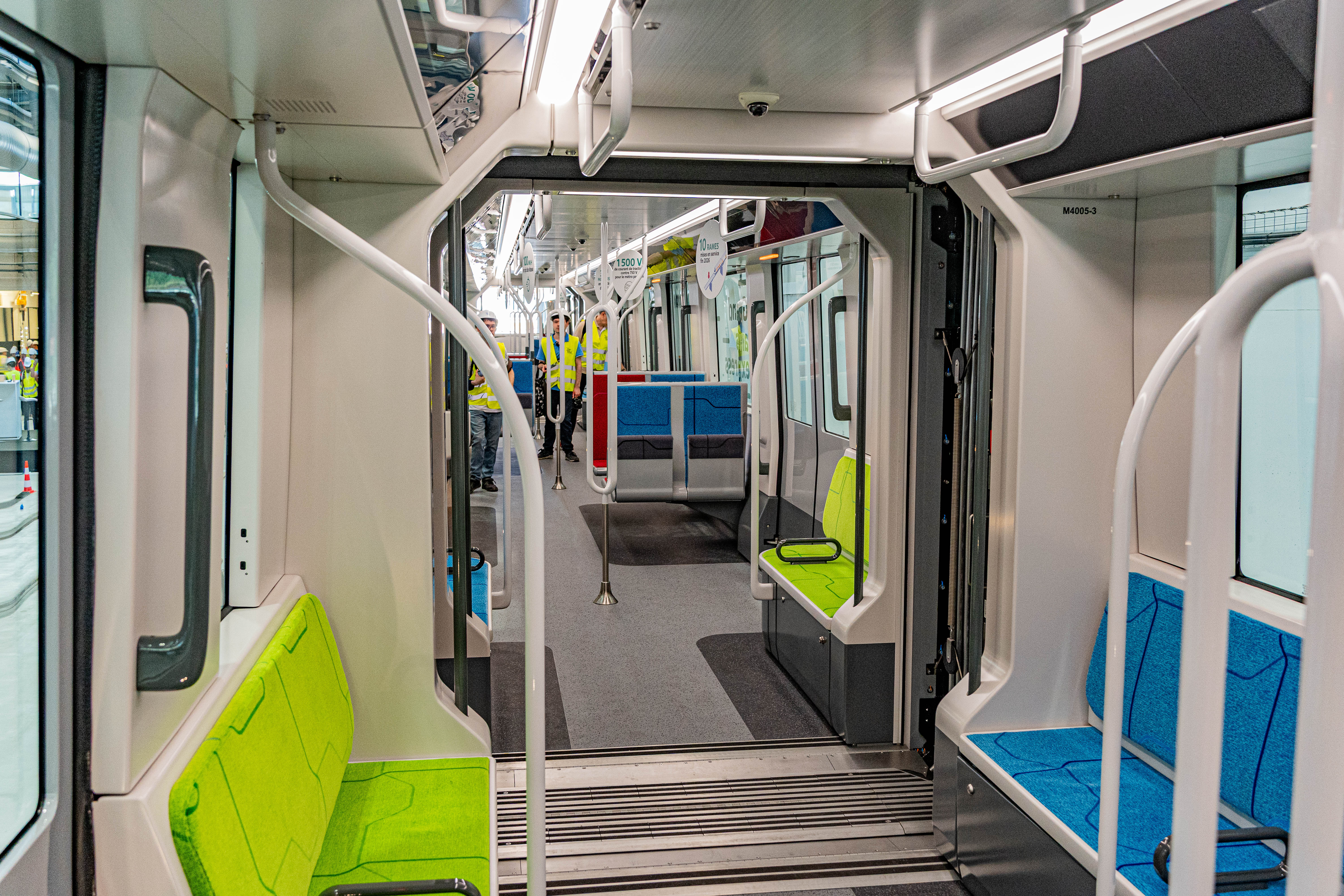
Couloir d'intercirculation.
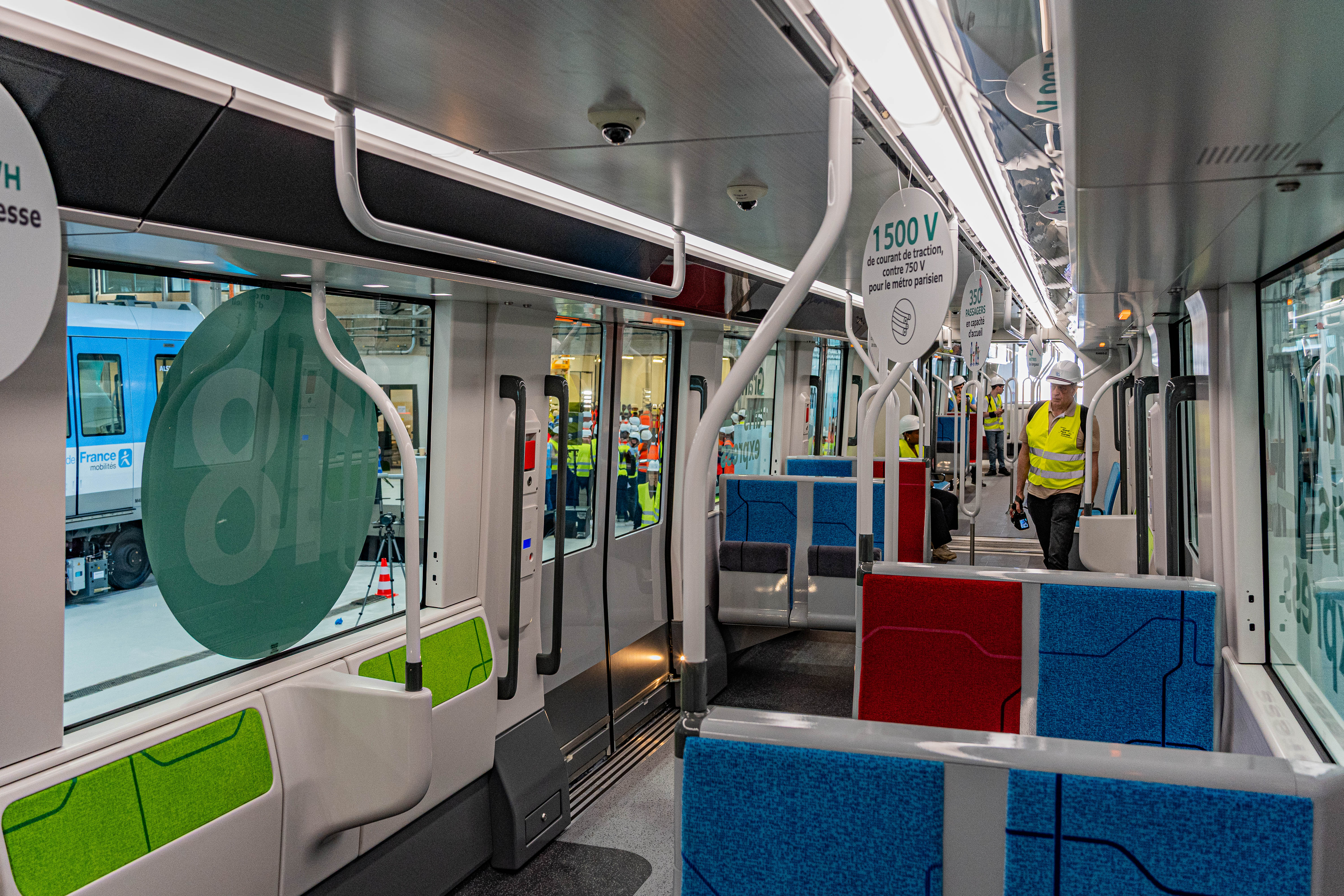
Intérieur d'une rame MRV.
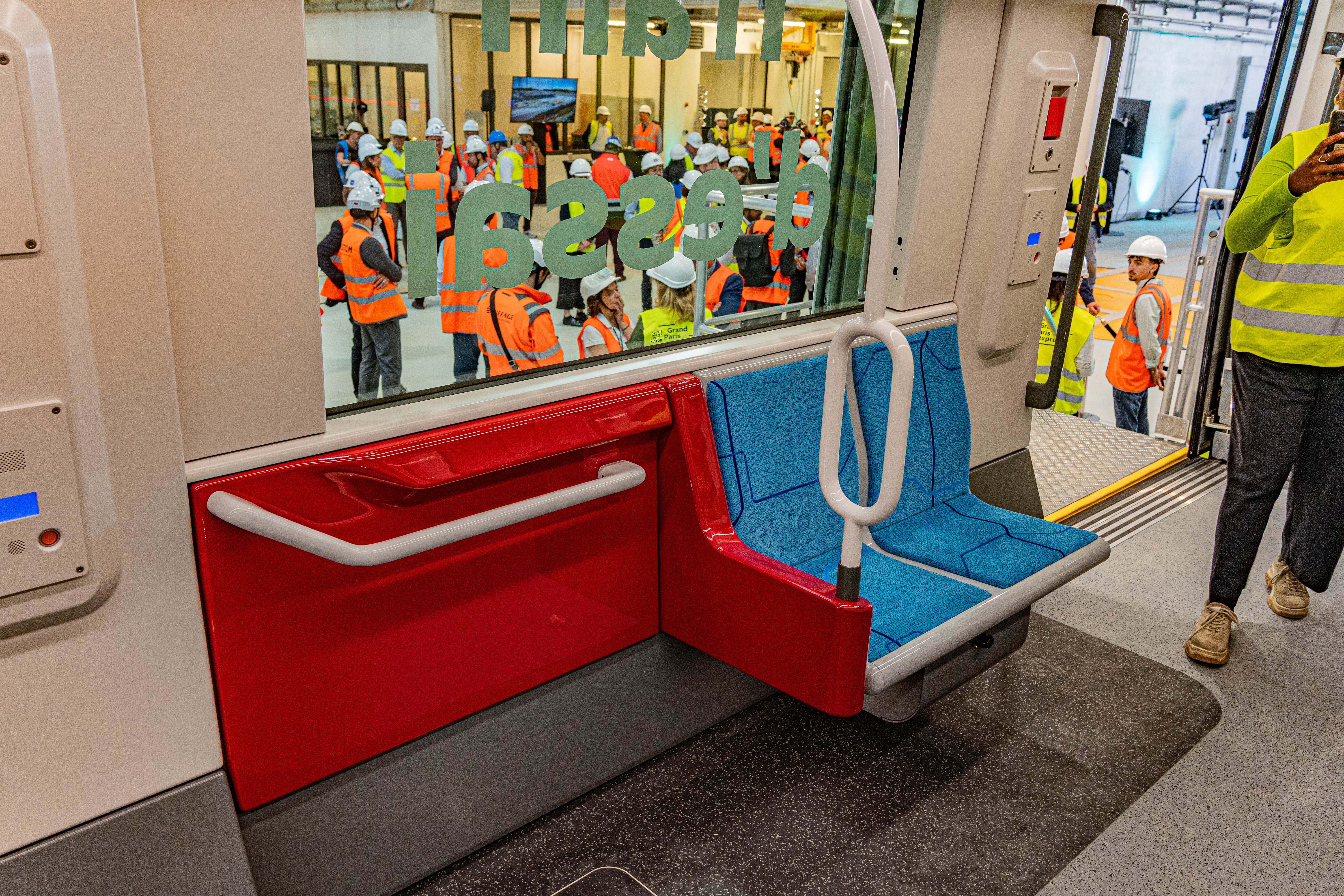
Espace PMR.

## Parc
À fin juillet 2025, le parc est constitué de 2 éléments pour la ligne 18.